# Кураж (телесериал)
«Кура́ж» — российский двенадцатисерийный телевизионный фильм режиссёра Александра Стефановича, вышедший в 2014 году. Фильм снят по мотивам его одноимённого романа, вышедшего в свет одновременно с кинокартиной. Картина рассказывает о периоде жизни автора с 1976 по 1980 годы, когда он был женат на Алле Пугачёвой, о закулисье советского шоу-бизнеса, эстрады, кино и театра, о молодости автора и его работе режиссёром на «Мосфильме», а также о том, как он был влюблён в Пугачёву.
Жанр фильма сам режиссёр определял как «музыкальная мелодрама».
Песни из репертуара Аллы Пугачёвой, которые в фильме исполняет главная героиня по имени Галла, озвучены голосом певицы Дины Гариповой.
Премьерный показ телефильма начался за день до юбилея Аллы Пугачёвой, 14 апреля 2014 года, на «Первом канале», а закончился 22 апреля.
Приз на VI Международном кинофестивале во Владикавказе.

## Сюжет
Действие сериала разворачивается во второй половине 1970-х годов в СССР. Это любовная история молодого режиссёра Алекса и начинающей талантливой певицы Галлы на фоне советской эпохи. Алекс, режиссёр киностудии «Мосфильм», придумывает для раскрутки своей жены невероятные трюки, а Галла воплощает их и на сцене, и в жизни.

## В ролях
- Александра Волкова — Галла, певица (прототип: Алла Пугачёва)
- Владимир Фекленко — Алекс в молодости (прототип: Александр Стефанович)
- Александр Стефанович — Алекс в наши дни, кинорежиссёр (камео) — озвучил актёр Александр Жигалкин[2]
- Аглая Шиловская — Вика Малинина, журналистка (прототип: Олеся Серёгина, редактор-организатор в программе «Пусть говорят» на «Первом канале»[5])
- Анастасия Лукьянова — Соня, певица (прототип: София Ротару)
- Елена Мелентьева — Софья Васильевна Кондратьева, сотрудница Министерства культуры/редактор таблоида.
- Андрей Рапопорт — Леонид Дербенёв, поэт
- Игорь Верник — Александр Сергеевич, композитор (прототип: Александр Зацепин)
- Софья Лебедева — Маша, невеста Алекса (в молодости)
- Андрей Подошьян — дирижёр, жених Галлы (прототип: Константин Орбелян)
- Вадим Андреев — Николай Трофимович, директор киностудии «Мосфильм» (прототип: Николай Сизов)
- Елизавета Зарубина — Кристаллик, дочь Галлы (прототип Кристина Орбакайте)
- Любовь Полехина — мать Галлы
- Владимир Нисков — отец Галлы
- Владимир Вишневский — Леонид Горин, композитор (прототип Леонид Гарин)
- Денис Яковлев — Александр, сценарист на «Мосфильме» (прототип — Александр Бородянский)
- Игнатий Акрачков — Владимир, оператор на «Мосфильме» (прототип — Владимир Климов)
- Дина Гарипова — секретарь директора киностудии «Мосфильм» и вокал (Галла)
- Андрей Носков — Анатоль, художник (прототип Анатолий Брусиловский)
- Валентин Смирнитский — Михаил Андреевич, отец Маши (прототип Михаил Смиртюков)[6]
- Глафира Тарханова — Вера, жена Дербенёва
- Александр Чевычелов — Крючечников, журналист
- Вадим Померанцев — Пётр Никитин, космонавт
- Никас Сафронов — камео
- Анатолий Адоскин — Сергей Владимирович (прототип Сергей Михалков)
- Максим Зыков — Алик «Тайванчик», друг Алекса (прототип Алимжан Тохтахунов)
- Сергей Тезов — Александр Горлов, кинорежиссёр (прототип Александр Орлов)
- Алексей Шейнин — Сергей Фёдорович (прототип — Сергей Бондарчук)
- Сергей Боков — концертный администратор
- Сергей Аброскин — Андрей, музыкант рок-группы (прототип Андрей Макаревич)
- Тимофей Трибунцев — Ролан, актёр (прототип Ролан Быков)
- Прохор Шаляпин — Лёва, популярный певец (прототип Лев Лещенко)
- Виктор Балабанов — Савва, режиссёр (прототип Савва Кулиш)
- Александр Хмельницкий — Филипп Денисович, начальник 5 управления КГБ (прототип Филипп Бобков)
- Сергей Петров — Сергей Георгиевич Лапин, председатель Гостелерадио
- Борис Макаров — Леонид Ильич Брежнев
- Димитрис Георгиадис — Михаил Боярский
- Пратьюмна Чаттерджи — Борис Буряце
- Ирина Чепиженко — Клавдия Ивановна Шульженко
- Алексей Вейцлер — Джанфранко, корреспондент итальянского журнала Espresso
- Алан Диамбеков — «Слон», новый спутник жены Горина
- Олеся Серёгина — помощник Алекса, («Хлопушка»)
- Максим Евсеев — сотрудник газеты «Советская культура»
- Любовь Руднева — Валентина Максимовна, ассистентка Алекса
- Иван Кокорин — Денис Евгеньевич, директор группы
- Вера Шпак — Лиля, жена Володи, оператора
- Виталий Альшанский — администратор гостиницы «Белград»/сотрудник КГБ (нет в титрах)

## Создание фильма
- Телефильм «Кураж» снимался в Москве, Санкт-Петербурге, Ялте, Выборге, Хельсинки, Стокгольме, Копенгагене, Дельфте, Амстердаме и Париже.
- В фильме задействовано более двухсот тридцати персонажей. Некоторые из них узнаваемы[кому?] и легко угадываются[кем?] по намёкам автора: София Ротару, Джо Дассен, Сергей Бондарчук, Вячеслав Зайцев, Сергей Михалков, Андрей Макаревич и другие.
- Кастинг на главную роль примадонны Галлы длился более полугода, в нём участвовало более пятисот молодых актрис. В этом конкурсе победила звезда театра «Ленком» Александра Волкова.
- На роль Алекса в зрелом возрасте создатели хотели пригласить Сергея Безрукова, Александра Збруева, Юрия Стоянова. В результате её сыграл сам режиссёр фильма Александр Стефанович.
- В фильме звучит более пятнадцати песен Александра Зацепина, Марка Минкова, Антона Шварца.
- Чтобы передать колорит того времени, костюмеры тщательно подбирали актёрам наряды в стиле 70-х годов. Из одежды — батники, рубашки, брюки-клёш, вельветовые костюмы. Для съёмок нашли множество винтажных женских украшений — серьги, кольца, перстни, броши, кулоны, бусы, браслеты, а мужчинам подобрали кольца-печатки и запонки. Для главной героини было сшито более пятидесяти платьев и сценических костюмов.
- Многие вещи 70-х годов, которые появляются в картине, приносил сам режиссёр. Это картины, вазы, подсвечники, часы и личная пишущая машинка Александра Стефановича, которую разбивает главная героиня Галла.

### Комментарии съёмочной группы о проекте
- Александр Стефанович об исполнительнице главной роли певицы Галлы Александре Волковой: «Я, как режиссёр, каждый день благодарил бога за то, что мне послал эту актрису. Эта девочка вызывала овации у всей съёмочной группы раз 20! У актрисы — море обаяния, она завоюет симпатии зрителей!»
- Владимир Фекленко (Алекс в молодости) о своей роли в фильме: «После того как я прочитал сценарий, Александр Борисович долго рассказывал мне о моём герое и подарил свою книжку. Конечно, помогало, что он всегда находился рядом и какие-то интонации, манеры речи я подсматривал. Уже на 2-3 день в съёмочной группе стали говорить, что я безумно на него похож. По секрету даже могу сказать, что когда режиссёр задерживался, я занимал его кресло, и „входил в образ“, развлекая всю группу»… У меня была личная вещь режиссёра, которая мне помогала — часы «Сейко» Александра Стефановича, которые он носил в 70-е. В конце съёмок он мне их подарил с гравировкой «Алексу от Алекса».
- Дина Гарипова (секретарь директора «Мосфильма») о своей роли в фильме: «В кино я снималась впервые. Должна признаться, переживала я, как никогда раньше. Это эпизодическая роль. Моя героиня — секретарша директора „Мосфильма“, характерная, немного забавная, любительница следить за собой. Она понимает насколько важна её персона на „Мосфильме“, и что именно от её решения многое зависит. Когда мы прибыли на съёмочную площадку, режиссёр помогал мне настроиться на образ. Эти небольшие эпизоды с моим участием были так важны для меня, ведь я мечтала попробовать свои силы в актёрской профессии. Я старалась сделать их довольно смешными, не похожими на меня в обычной жизни, поэтому совершенно не боялась экспериментировать с внешним видом и согласилась на короткую стрижку и необычный для меня макияж. Когда мои друзья увидели просто фотографию со съёмок, улыбки долго не могли сойти с их лиц!»

## Критика фильма
- Телекритик «Литературной газеты» Наталья Боброва так оценила сериал:

Так было или иначе? Похожи актёры или нет? Ярые поклонники певицы были убеждены, что её биография сакральна. Что близкие ей когда-то люди должны быть просто счастливы всю оставшуюся жизнь одним этим фактом своей биографии. Допускается, правда, регулярно «ставить свечку к иконе». А иначе их постигнет кара небесная. При этом рейтинги сериала зашкаливали. Но сегодня, когда затих юбилейный ажиотаж, можно взглянуть на эту картину свежим взглядом. И обнаружить, что это иронический, весёлый, местами грустный автобиографический фильм его создателя — известного кинорежиссёра Александра Стефановича. И случай этот уникальный не только в отечественном, но и в зарубежном кино. Человек сделал произведением искусства часть своей личной жизни. Сначала — в форме документального романа, затем — по нему сценария, который сам же поставил и сам сыграл главную роль. <…> Примадонну в фильме восхитительно играет Александра Волкова. Более миниатюрная, чем А. Б., она убедительна в пластике, жестах, мимике… И главное — в бешеной пугачёвской энергетике. С Владимиром Фекленко (он играет молодого Стефановича) у Волковой сложился гармоничный дуэт. В «химию» их чувства верится сразу, безоговорочно. Любовь настигла творческих героев неожиданно. А вместо золота-бриллиантов, малодостижимых в пору развитого социализма, герой дарит любимой сценический образ. Лепит из неё, как Пигмалион, ту Галатею, которая и покорила потом страну. И становится первым в нашей стране продюсером и пиарщиком. <…> Эта манящая достоверность рождена общими усилиями — сценариста-режиссёра, оператора Григория Булкота, всей съёмочной группы. Хотя не скажу, что «Кураж» — кино идеальное. Но оно долгожданное. Родное. Узнаваемое. Эмоциональное.